# Motormännen (musikgrupp)
Motormännen är en DJ-grupp som består av Dan Törnqvist och Johan Gunnarsson. Deras stil är house och techno med samplingar av TV-reportage från 1980- och 90-talet, bland annat Trafikmagasinet. Återkommande teman är svensk politik, och svensk industri och infrastruktur.
Låtarna beskriver händelser som valutakrisen 1992, nedläggningen av Grängesbergs gruvor, Måndagsdemonstrationerna i Östtyskland, och kärnkraftsomröstningen.
Namnet är inspirerat av Motormännens riksförbund, som sedan 2019 heter M Sverige.

## Diskografi
- Informellt (LP, 2015)
- Informationstechno (LP, 2017)
- Samhällsinformation (EP, 2019)